# Слупя (Великопольське воєводство)
Слупя (пол. Słupia) — село в Польщі, у гміні Стеншев Познанського повіту Великопольського воєводства.
Населення — 124 особи (2011).
У 1975-1998 роках село належало до Познанського воєводства.

## Демографія
Демографічна структура станом на 31 березня 2011 року:
|          | Загалом | Допрацездатний вік | Працездатний вік | Постпрацездатний вік |
| -------- | ------- | ------------------ | ---------------- | -------------------- |
| Чоловіки | 62      | 14                 | 41               | 7                    |
| Жінки    | 62      | 12                 | 32               | 18                   |
| Разом    | 124     | 26                 | 73               | 25                   |